# Jegor Jegorowitsch Wagner
Jegor Jegorowitsch Wagner (russisch Егор Егорович Вагнер, auch Georg Wagner; * 9. Dezember 1849 in Kasan; † 27. November 1903 in Warschau) war ein russischer Chemiker.

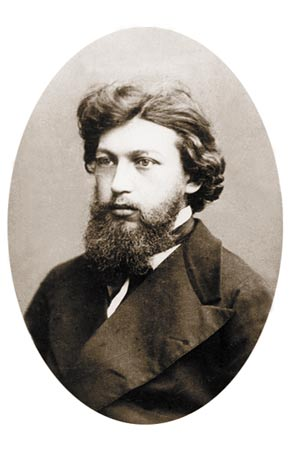
Jegor Jegorowitsch Wagner

Wagner benutzte bei Veröffentlichungen in deutschsprachigen Zeitschriften den Namen Georg Wagner.
Wagners Vater war ein deutschstämmiger Jurist und Beamter, seine Mutter stammte aus der russischen Aristokratie. Er studierte ab 1867 an der Universität Kasan Jura um wie sein Vater Anwalt zu werden, wechselte dann aber unter dem Einfluss von Alexander Michailowitsch Saizew zur Chemie. Saizew hatte Kasan zu einem Zentrum der Organischen Chemie in Russland gemacht und viele seiner Schüler wurden Professoren. Wagner machte 1874 einen sehr guten Abschluss in Chemie und erhielt ein Zweijahresstipendium, um sich auf eine Professur vorzubereiten. Er blieb ein Jahr bei Saizew in Kasan und ein Jahr bei Butlerow an der Universität Sankt Petersburg.  Danach war er bis 1882 Assistenzprofessor in Sankt Petersburg und danach Professor am Forst- und Landwirtschaftlichen Institut in Nowo-Alexandria bei Lublin, wo er ein Labor für Organische Chemie einrichtete. 
Er wurde 1886 der erste Professor für Organische Chemie an der Universität Warschau, wechselte aber 1889 an das neu gegründete Polytechnikum in Warschau, wo er Professor für Organische Chemie und Dekan der Chemie-Fakultät war.
Nach ihm und Hans Meerwein ist die Wagner-Meerwein-Umlagerung benannt, die er 1899 bei Untersuchungen zur Chemie von Terpenen 1899 als Reaktionserklärung vorschlug.